# Dracula trichroma
Dracula trichroma là một loài lan.